# Apochthonius colecampi
Apochthonius colecampi är en spindeldjursart som beskrevs av William B. Muchmore 1967. Apochthonius colecampi ingår i släktet Apochthonius och familjen käkklokrypare. Inga underarter finns listade i Catalogue of Life.